# Razzia (groupe)
Razzia est un groupe de punk rock allemand, originaire de Hambourg.

## Histoire
Razzia est fondée en 1979 par les frères Andreas (guitare) et Peter Siegler (batterie) et Rajas Thiele (chant). La première formation est complétée par Sören Callsen (basse) et Frank Endlich (guitare). Contrairement à Slime, Razzia n'est pas un groupe punk purement politique. Dans les textes, les griefs de toutes sortes sont souvent repris dans une formulation plutôt sombre et cynique, et mis en œuvre de manière très agressive par Rajas Thiele dans les premières années.
En 1981, le groupe apparaît sur la compilation Underground Hits I du label Aggressive Rockproduktionen avec deux titres. Suit un engagement avec le label hambourgeois Weird System, qui publie le premier album du groupe (Tag ohne Schatten).
Atypique pour les groupes punk, à partir du milieu des années 1980, Razzia utilise également des claviers dans ses morceaux. En 1991, le groupe sort son album d'adieu (Spuren) et se dissout.
En 1993, certaines membres de Razzia décident de continuer le groupe, avec toutefois une composition différente. Rajas Thiele quitte le groupe. Stefan Arndt se produit ensuite avec le nouveau chanteur. Les années suivantes, les membres changent souvent. Le groupe existe aujourd'hui et est probablement être avec EA80, l'un des plus anciens groupes punk allemands existants. Le dernier membre fondateur, Andreas Siegler, écrit toujours des morceaux et des textes et s’occupe de la gestion du groupe, mais n’apparaît pas sur scène à cause d’une blessure à la main.

## Discographie
- Übungsraum Tape (1982)
- Tag ohne Schatten LP/CD (1983)
- Los Islas Limonados 12" (1985)
- Ausflug mit Franziska LP/CD (1986)
- Demo-Tape R.I.A. ("Recorded in Action") (1986)
- Menschen zu Wasser LP/CD (1989)
- Spuren LP/CD (1991)
- Live LP/CD (1993)
- Labyrinth LP/CD(1995)
- Augenzeugenberichte LP/CD (1999)
- Relativ sicher am Strand CD (2004)
- Live (split avec Der Dicke Polizist) (2004)
- Rest of Vol. 1 (2013)
- Rest of Vol. 2 (2016)
- Am Rande von Berlin LP/CD (2019)

## Source de la traduction
- (de) Cet article est partiellement ou en totalité issu de l’article de Wikipédia en allemand intitulé « Razzia (Band) » (voir la liste des auteurs).